# Helmklauwier
De helmklauwier (Prionops plumatus) is een zangvogel uit de familie Vangidae (vanga's).

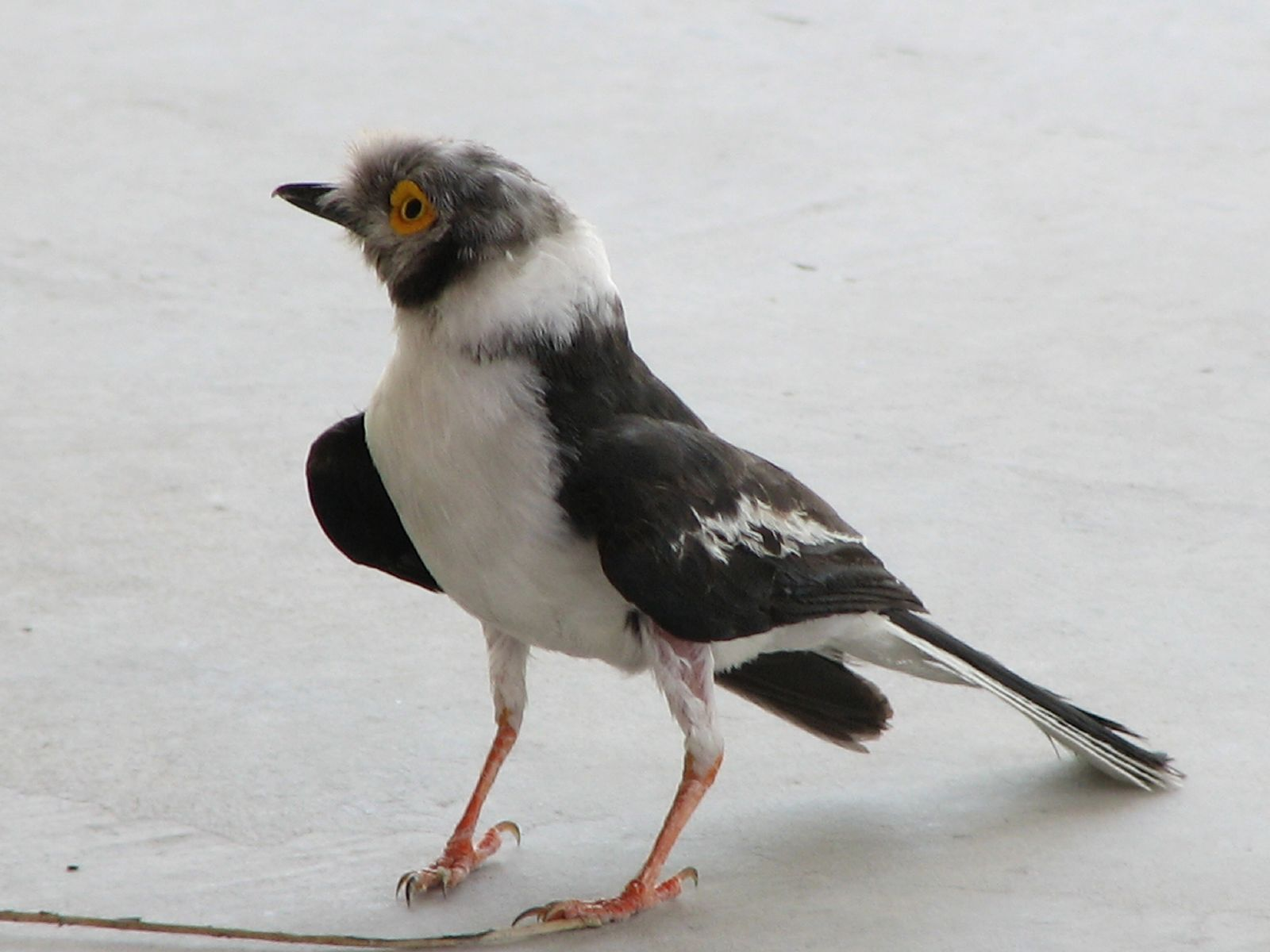
Helmklauwier (P. p.poliocephalus) uit Namibië)

## Kenmerken
De vogel is 19 tot 25 cm lang en weegt 25 tot 49 gram. Deze vogel heeft een zwart en wit verenkleed. Op de kop (vooral van de nominaat) prijkt een maximaal 4,5 cm lange, witte tot lichtgrijze kuif. Rondom de ogen heeft de vogel een gele ooghuid. Hij heeft bovendien een haaksnavel en krachtige poten met scherpe nagels. De andere ondersoorten hebben een minder opvallende kuif en bij P. p. poliocephalus ontbreekt de kuif geheel.

## Leefwijze
Deze vogels eten insecten, maar ook kleine gewervelden worden weleens gegeten. Het zijn vrij luidruchtige vogels, die tijdens het foerageren luid kwetteren. Ze vormen meestal groepjes van 5 tot 12 individuen.

## Voortplanting
Deze vogels nestelen in bomen en struiken. Een legsel bestaat meestal uit 2 tot 7 eieren.

## Verspreiding en leefgebied
Deze soort komt voor in grote delen van Afrika, bezuiden de Sahara. Binnen dit verspreidingsgebied worden zes ondersoorten onderscheiden:
- P. p. plumatus: van Senegal tot noordelijk Kameroen.
- P. p. concinnatus: van centraal Kameroen tot noordwestelijk Ethiopië en Oeganda.
- P. p. cristatus: van Eritrea en noordelijk Ethiopië tot zuidoostelijk Soedan en noordwestelijk Kenia.
- P. p. vinaceigularis: van oostelijk Ethiopië en Somalië tot oostelijk Kenia en noordoostelijk Tanzania.
- P. p. poliocephalus: oostelijk Tanzania, Malawi, Zambia, Mozambique en oostelijk Zuid-Afrika.
- P. p. talacoma: van centraal Kenia tot noordelijk Namibië, Botswana, Zimbabwe en noordoostelijk Zuid-Afrika.

Het broedgebied bestaat uit vooral loofbos met brede bladeren zoals die voorkomen in bossavanne. Buiten de broedtijd kan de vogel ook in ander bostypen worden waargenomen zoals bosranden van regenwoud, half open landschappen met weidegrond en wat bomen, olieplantages en aanplantingen van eucalyptusbos of pinus, of in tuinen en parken in verstedelijkt gebied. Kan in berggebieden tot 2200 m boven de zeespiegel worden aangetroffen.

## Status
De grootte van de populatie is niet gekwantificeerd. Het is een plaatselijk algemene vogel. Men veronderstelt dat de soort in aantal stabiel is. Om deze redenen staat de helmklauwier als niet bedreigd op de Rode Lijst van de IUCN.